# Zemský okres Warendorf
Zemský okres Warendorf (německy Kreis Warendorf) je zemský okres v německé spolkové zemi Severní Porýní-Vestfálsko, ve vládním obvodu Münster. Sídlem správy zemského okresu je město Warendorf. Má přibližně 278 tisíc obyvatel. 

## Města a obce
| Města: 1. Ahlen 2. Beckum 3. Drensteinfurt 4. Ennigerloh 5. Oelde 6. Sassenberg 7. Sendenhorst 8. Telgte 9. Warendorf | Obce: 1. Beelen 2. Everswinkel 3. Ostbevern 4. Wadersloh |